# Toni Jennings

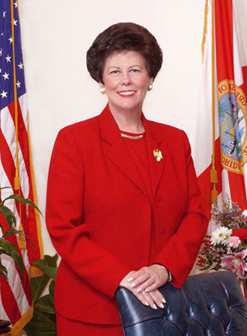
Toni Jennings

Antoinette „Toni“ Jennings (* 17. Mai 1949 in Orlando, Florida) ist eine US-amerikanische Politikerin. Zwischen 2003 und 2007 war sie Vizegouverneurin des Bundesstaates Florida.

## Werdegang
Toni Jennings absolvierte das Wesleyan College in Macon (Georgia). Danach war sie als Grundschullehrerin tätig. Außerdem leitete sie das Bauunternehmen ihrer Familie. Gleichzeitig schlug sie als Mitglied der Republikanischen Partei eine politische Laufbahn ein. Zwischen 1976 und 1980 war sie Abgeordnete im Repräsentantenhaus von Florida; von 1980 bis 2000 saß sie im Staatssenat. Seit 1996 war sie Präsidentin dieser Kammer.
Nach dem Rücktritt von Vizegouverneur Frank Brogan wurde sie von Gouverneur Jeb Bush als neue Vizegouverneurin ihres Staates nominiert und am 3. März 2003 in dieses Amt eingeführt. Diesen Posten bekleidete sie bis zum 2. Januar 2007. Dabei war sie Stellvertreterin des Gouverneurs. Im Jahr 2006 verzichtete sie auf eine mögliche Kandidatur für das Amt des Gouverneurs. Bei den Präsidentschaftswahlen des Jahres 2008 unterstützte sie den dann in den Vorwahlen gescheiterten Republikaner Mitt Romney.